# Cissus glaucophylla
Cissus glaucophylla är en vinväxtart som beskrevs av Joseph Dalton Hooker. Cissus glaucophylla ingår i släktet Cissus och familjen vinväxter. Inga underarter finns listade i Catalogue of Life.